# Кросс нации
Кросс на́ции — самое массовое спортивное мероприятие на территории Российской Федерации, забег на дистанции от 1 км до 12 км.
Проводится с 2004 года. Основная цель «Кросса нации» — это пропаганда здорового образа жизни и привлечение граждан России к занятиям физической культурой. Всероссийский день бега традиционно проходит в два этапа. Первый этап соревнований проводится в российских регионах в третье воскресенье сентября. Дистанции и условия участия определяются организаторами соревнований на местах. Его победители и призеры получают право на участие в финальной стадии «Кросса нации» — Гран-при, проходящем в Москве через неделю после завершения первого этапа.
К участию в пробегах привлекаются сотни тысяч школьников, студентов, бюджетников и госслужащих.
Вопреки названию «кросс», забеги чаще всего проходят на дорожке стадиона или на шоссе.

## Отчёты
В 2006 году на старт в 86 городах России вышло более 700 тысяч человек, а в 2007 году забег прошёл в 133 городах России, в которых приняло участие более миллиона человек.